# Zeitfunk
Zeitfunk ist ein Programmbereich im Rundfunk. Zeitfunk-Sendungen beschäftigen sich mit tagesaktuellen Ereignissen, wobei sie auf unterschiedliche journalistische Gattungen wie Bericht, Reportage, Interview und Kommentar zurückgreifen. Das Fernsehen hat den Begriff vom Hörfunk übernommen.
Der Zeitfunk gehört zu den klassischen Bereichen des Hörfunks; die deutsche Rundfunkstatistik führt den Begriff erstmals 1932 auf. Viele Sender haben eigene Zeitfunkredaktionen.
Zu einer der ältesten Zeitfunk-Sendungen gehört das Echo der Zeit des Schweizer Radio DRS. Seit 1945 vermittelt die Sendung täglich „die wichtigsten Nachrichten, Berichte, Reportagen, Interviews und Analysen über das aktuelle Zeitgeschehen“, so die Eigendarstellung des Schweizer Rundfunks. RIAS Berlin nimmt für sich in Anspruch, die ersten reinen Zeitfunksendungen in Deutschland etabliert zu haben. Die hr2-Zeitfunk-Sendung Der Tag wurde 2006 mit dem Otto-Brenner-Preis für kritischen Journalismus ausgezeichnet.
Häufig beinhalten Zeitfunksendungen reine Wortbeiträge und Reportagen, jedoch selten Musik. In manchen Zeitfunk-Sendungen wird auch (Instrumental-)Musik als kurzer Trenner zwischen zwei Themen verwendet. Zu den bekanntesten Zeitfunksendungen im deutschsprachigen Raum gehören unter anderem:
- Das war der Tag (Deutschlandfunk, Montag bis Freitag 23:10 Uhr bis 23:57 Uhr, Sonntag von 23:05 Uhr bis 23:30 Uhr)
- Der Tag (hr2-kultur, werktags 18:05 Uhr)
- Echo der Zeit (Schweizer Rundfunk SR DRS)
- Echo des Tages (WDR 5, Montag bis Freitag von 18:30 Uhr bis 19 Uhr)
- Morgenecho (WDR 5, Montag bis Freitag 6:04 Uhr bis 9:45 Uhr, Samstag 7:04 Uhr bis 9:45 Uhr)
- Mittagsecho (WDR 5, Montag bis Freitag 13:00 Uhr bis 13:30 Uhr)
- Informationen am Morgen (Deutschlandfunk, Montag bis Freitag 5:05 Uhr bis 8:50 Uhr, Samstag von 6:05 Uhr bis 8:50 Uhr)
- Informationen am Mittag (Deutschlandfunk, Montag bis Freitag von 12:10 Uhr bis 13:30 Uhr, Samstag von 12:10 Uhr bis 12:50 Uhr, sonntag von 13:05 Uhr bis 13:30 Uhr)
- Informationen am Abend (Deutschlandfunk, täglich 18:10 Uhr bis 18:40 Uhr)
- Morgen-, Mittags-, Abend-, Nacht- und Mitternachtsjournal (Ö1, ab 7:00 Uhr, ab 12:00 Uhr, ab 18:00 Uhr, ab 22:00 Uhr und ab 0:00 Uhr)
- radioWelt (Bayern 2, werktags ab 6:05 Uhr, ab 13:05 Uhr und ab 17:05 Uhr)
- Studio 9 (Deutschlandfunk Kultur, werktags 5:07 Uhr bis 8:59 Uhr und 17:07 Uhr bis 18:29 Uhr sowie samstags 6:07 Uhr bis 8:59 Uhr)
- SWR2-Aktuell (SWR2, 12:00 Uhr bis 12:30 Uhr und 18:00 Uhr bis 19:00 Uhr)

Im Jahre 2020 eingestellt wurden die seit 1979 spätabends ausgestrahlten Berichte von heute (WDR 2, WDR 5, NDR Info und NDR 1-Landesprogramme, werktags 23:30 bis 24:00 Uhr).